# Vörösmarty Mihály emlékezete Erdélyben

## Szobra
Emlékszobra ércből, készítette báró Vay, öntötte Fernkorn, Bécsben; 1866. május 6-án leplezték le Székesfehérvárt; a ciszterciek székesfehérvári rendházában, 1900. december 1-jén. Szigetvárt, «hol Vörösmarty 1821 őszén régi dicsőségünk helyén járt», emléktáblát lepleztek le 1905. június 11-én.

## Vörösmarty Mihály emlékezete Erdélyben
Vörösmarty Mihály versei az 1848–49-es forradalom és szabadságharcot megelőző évtized erdélyi köztudatában is fontos szerepet töltöttek be. A költő 1845-ben Deák Ferenccel együtt maga is járt Erdélyben (kolozsvári tartózkodása később tartós helyi kultusz kiindulópontja lett), a szabadságharc bukása után nem sokkal bekövetkezett halálakor pedig Erdély-szerte is gyászünnepélyeket tartottak (Vörösmarty Mihály gyászünnepe Kolozsvárott. Magyar Sajtó 1855. december 18., Pesti Napló, 1855. december 24.).

### 1918 előtt
Életének és írói pályájának részleteit a kutatás csak az 1870-es évektől kezdte feltárni, de ebben az erdélyiek is jeleskedtek: K. Papp Miklós a Kolozsvárt általa szerkesztett Történeti Lapokban Wesselényihez (1847. 16, 46, 267, 382; 1875. 846–847), a Hölgyfutárban Kemény Zsigmondhoz (1876/1) és Vörösmartyhoz (1876/5; 1877/14) fűződő kapcsolatait tanúsító leveleket közölt, Naményi Lajos Sárosi Gyulának a költő aradi hagyatékában fennmaradt levelezéséből tette közzé a Vörösmartytól kapott leveleket (Sárosy-album. [!] Arad, 1889), a Vörösmarty-kutatás terén igen termékeny Kiss Ernő az Erdélyi Múzeumban (1902. 19–32, 89–96) és a Szolnok-Dobokában (1902/8) publikált újabb leveleket, a Temesvári Hírlap a költő néhány, feleségéhez írott és egy Deák Ferenctől kapott levelét hozta nyilvánosságra (1908. május 28.).
Jelentek meg még évtizedek múlva is vele kapcsolatos visszaemlékezések: Ecsedi Kovács Gyula a Debrecenben a halálhíre keltette hatást idézte fel (Ellenzék, 1887. december 3.), Kara Győző a költő aradi kapcsolataihoz szolgált adalékokkal (Album-Naptár. Arad, 1901), Váradi Antal Vörösmarty végnapjait elevenítette fel Persián Kálmán közlése alapján (Az Újság, 1908. augusztus 25.), az 1920-as években pedig Gyalui Farkas közölt ismeretlen leveleket Újfalvy Sándor hagyatékából (Pásztortűz, 1927/1). Még egy évszázaddal később is kerültek elő új adalékok: az Erdélyt 1956-ban végiglátogató Pándi Pál itteni levéltári kutatásai során akadt ismeretlen Vörösmarty-levélre (Irodalomtörténet, 1957. 307), s akkoriban jelent meg Nagy Miklós erdélyi tisztjelölt visszaemlékezése a költővel való találkozására (C. Cîmpianu: Találkozás Vörösmartyval. Utunk, 1957/8).
Jó néhány írás témája a költő 1845. május 16-án tett kolozsvári látogatása, amelynek emlékét a mai napig őrzi az 1903-ban elhelyezett emléktábla a Főtér 27. sz. alatti, valaha ifj. Kemény Sámuel tulajdonát képező házon. Versényi György részletekbe menően tárta fel e látogatás eseményeit (Erdélyi Múzeum,  1900. 553–563), később még került elő egy-két adalék erre vonatkozólag (Erdélyi Múzeum, 1904. 45); a látogatás 110 éves évfordulóján Kakassy Endre elevenítette fel az eseményeket (Régeni András: Vörösmarty Kolozsváron. Utunk, 1955/46), 2000-ben pedig, Vörösmarty születésének 200. évfordulóján (a Funar-korszak kellős közepén) a BBTE magyar irodalomtörténeti tanszéke által erre az alkalomra szervezett Vörösmarty-konferencia résztvevői helyeztek el koszorút az emléktáblán.
1845-ös erdélyi útja során Vörösmarty megfordult Zsibón is, ennek a látogatásnak a történetét azonban csak közel másfél századdal később tárta fel Tar Ferenc (Deák és Vörösmarty Zsibón. Új Tükör, 1983/38).
Erdélyi irodalomtörténészeket, az irodalmi múlt szorgalmas búvárlóit évfordulóktól függetlenül is foglalkoztatta a költő műve. Az első Imre Sándor, a kolozsvári egyetem tanára volt, aki egy Vörösmarty-motívum előzményeit tárta fel (A széltől fogant ló Zrínyinél, Vörösmartynál és régebbi költőknél. Figyelő, 1880. IX. 68–71). Majd Ferenczi Zoltán A fátyol titkait elemezte (Ellenzék, 1883. november 30.), Malonyai Dezső Vörösmarty drámáival foglalkozott (Kolozsvár, 1891. 66.), Kanyaró Ferenc Aranyosrákosi Székely Sándor eposzának (A székelyek Erdélyben) és a Zalán futásának kapcsolatait mutatta ki (Keresztény Magvető, 1888. 177–184), Csűry Bálint a Petike népköltészeti forrására talált rá (Erdélyi Irodalmi Szemle, 1924/2), Gáldi László és Kallós Ernő Vörösmarty és Mihai Eminescu költészetét vetette egybe (Vasárnap, 1929. 107–109; Buletinul M. Eminescu 1939/17), Kristóf György Fadrusz János kolozsvári Mátyás-szobra alakjainak és egész kompozíciójának forrását vélte felfedezni a Szép Ilonkában (Erdélyi Múzeum, 1943. 227–243).
A legszorgalmasabb erdélyi Vörösmarty-kutató Kiss Ernő volt, aki 1900-tól egész sor tanulmányban foglalkozott költészetének problémáival (A Zalán futása és A székelyek Erdélyben. Egyetemes Philologiai Közlöny, 1900. 274–292; Vörösmarty és krónikásaink. Erdélyi Múzeum, 1902. 233–248; Marót bán. In: A Nemzeti Színház Évkönyve. Kolozsvár, 1904. 26–29; Vörösmarty és Petőfi. Erdélyi Lapok, 1909/18; Shakespeare és Vörösmarty. Magyar Shakespeare-tár 1911. IV. 16–50; Shakespeare-i motívumok Vörösmarty ifjúkori történelmi drámáiban. Magyar Shakespeare-tár 1918).
Érdekessége az erdélyi Vörösmarty-kultusznak, hogy nem ritkán találunk életére és művére vonatkozó tanulmányokat középiskolai értesítőkben, évkönyvekben: Csősz János a Sepsiszentgyörgyi Református Székely Mikó Kollégium 1890/91. évi Értesítőjében Vörösmarty, Tompa és Arany szabadságharc utáni költészetét vetette össze, majd egy évtized múlva, a költő születésének centenáriumán emlékezett meg róla (Értesítő, 1900/1901), Petri Mór A két szomszédvárral foglalkozott (A Zilahi Ev. Református Kollégium Értesítője. 1893/1894), Walton Róbert Vörösmarty drámáiról értekezett (A Szatmári Kir. Kath. Főgimnázium Értesítője. 1899/1900).
Már a fenti tanulmányok egy része is a költő születése, illetve halála évfordulóira vagy azok alkalmával jelent meg. De maguknak az évfordulóknak szélesebb körben is jelentőségük volt. Ebben a vonatkozásban Széchy Károlynak az Erdélyi Múzeum-Egyesületben tartott emlékbeszéde (Erdélyi Múzeum, 1901. 1–15) mellett elsőként Ady Endre nevét kell megemlítenünk, aki Vörösmarty születésének – egyébként országosan megünnepelt – centenáriumán idézte először a nagyváradi Szabadságban a költő emlékét (Szabadság, 1900. december 1.), majd egy nappal később a Csongor és Tündének szentelt külön cikket (Szabadság, 1900. december 2.).

### 1918-1989 közt
A két világháború közötti és a későbbi kisebbségi helyzetben aztán nemzeti jelentést kapott bármely Vörösmarty-évforduló: így a Zalán futása (Kiss Ernő: A százesztendős Zalán futása. Pásztortűz, 1925. 382–385), később a Szózat centenáriuma (Dsida Jenő: Itt élned, halnod kell. Pásztortűz, 1936/11–12; Csekey István: A százéves Szózat és a külföld. Hitel 1943/12). Ebben az időben egy Vörösmarty-vers (A kislány baja) zeneszerzőt is megihletett: a költeményt 1930-ban Tárcza Bertalan zenésítette meg, férfikarra, szerzeménye ott szerepelt a Romániai Magyar Dalosszövetség évenkénti országos versenyein is.
A második világháborút követő kommunista berendezkedés idején először Vörösmarty születése 150. évfordulójának megünneplésére került sor. A Bolyai Tudományegyetemen ünnepi megemlékezést tartottak, Gaál Gábor az Utunkban közölt róla tanulmányt (A százötven éves Vörösmarty. Utunk,  1950/23), s ugyanezzel a tanulmányával az általa kezdeményezett Haladó Hagyományaink sorozatban megjelentek Vörösmarty Válogatott költeményei (Bukarest, 1952). Majd halála 100 éves évfordulója következett, ekkor Jancsó Elemér (Vörösmarty Mihály halálának 100. évfordulójára. Utunk, 1955/46) és Antal Árpád (Vörösmarty Mihály 1800–1855. Igaz Szó, 1955/11) idézte emlékét. A következő években viszont, évfordulótól függetlenül, a Csongor és Tünde előadása támasztott vitát: Jánosházy György (Túlhaladott-e valóban a Csongor és Tünde? Utunk, 1957/18), majd ugyanő két alkalommal is visszatért a darabra (Az örökifjú Csongor és Tünde. Korunk, 1958/1. 72–79; A Csongor és Tünde értékeléséhez. Irodalomtörténeti Közlemények, 1963/1. 29–43), miközben Márki Zoltán is kifejtette felfogását (Balga-e Csongor? Utunk, 1959/7). Az 1980-as években több vonatkozásban is foglalkozott az irodalmi sajtó Vörösmarty művével: 1981-ben a temesvári, 1986-ban a sepsiszentgyörgyi színház bemutatta A fátyol titkait Görgey Gábor átírásában, s ezek az előadások, majd a Csongor és Tünde Harag György-féle felújítása támasztott sajtóvisszhangot; Szász János Az emberek „megközelítésére” vállalkozik (in: A hittől az eszméletig. Bukarest, 1988. 157–171), az Igaz Szó műelemzés-rovatában Markó Béla a Gondolatok a könyvtárban, Lázok János a Csongor és Tünde elemzését végzi el (1986/6, 1987/6), a kecskeméti Forrásban újraközlik Dsida Jenőnek a Szózat centenáriumára írott esszéjét, amelyet ugyanott Pomogáts Béla elemez (Forrás, 1986/12).

### 1989 után
Az 1989-es változást követően Vörösmarty költészetének idézésére már nem csak az évfordulók adtak alkalmat: a Helikon már 1990-es Mikes-számában újraközölte a Mikes búja című költeményt (1990/35), később Vachott Sándor feleségének emlékezését a költőre (1990/39), a Szózatot és néhány más költeményt, Lászlóffy Aladár esszéje kíséretében (Vörösmarty csendes és örök aktualitása. 1990/51). 1991-ben a K. Jakab Antal szerkesztette Szöveggyűjtemény rovat keretében kerül sor egy több számon át felsorakozó nagyobb Vörösmarty-versösszeállítás közlésére, szemelvényekkel a Csongor és Tündéből és a Zalán futásából, K. Jakab Antal esszéje kíséretében (1991/22, 42, 43, 44, 45), majd a sorozat világirodalmi részében egy részletre Vörösmarty Lear király-fordításából (1995/6).
A költő születésének 200. évfordulója több esemény alkalma volt: a Helikonban Lászlóffy Aladár, Mózes Attila és Király László esszéi jelentek meg, Létay Lajos egy jegyzettel, Lövétei Lázár László verssel adózott emlékének (2000/23). A BBTE magyar irodalomtörténet tanszéke és az EME közös rendezésében a bicentenárium küszöbén, 1999. december 10–11-én konferenciára került sor Kolozsvárt, 19 hazai, magyarországi és nyugati előadó részvételével (anyaga utána nemsokára kötetben is megjelent: Álmodónk, Vörösmarty. Kolozsvár, 2001. Erdélyi Tudományos Füzetek). A kötetbe foglalt előadások egyrészt a Vörösmarty-életmű egyes darabjainak modern, szövegközpontú, hermeneutikai vagy recepciótörténeti megközelítésével hoztak újat a korábbi erdélyi Vörösmarty-irodalomhoz viszonyítva, másrészt részleteiben feltárták a költő erdélyi kötődéseit: Gaal György teljes 1845-ös erdélyi útjának eseménytörténetét rekonstruálta, Pávai Gyula pedig, Ficzay Dénes nyomán, aradi kötődéseivel foglalkozott.

### Vörösmarty drámái erdélyi színpadokon
Az erdélyi színpadokon Vörösmarty életében inkább történelmi drámái szerepeltek: Nagyváradon 1835-ben a Vérnász, 1839-ben a Marót macsói bán, s csak évtizedekkel később, főképp a Vörösmarty-évfordulókhoz kötötten következnek újabb előadások: Kolozsvárt 1883-ban A fátyol titkai, 1886-ban a Vérnász, 1887-ben (majd 1889-ben) az Árpád ébredése, 1888-ban Az áldozat. Természetszerűen a legtöbbet játszott darab a Csongor és Tünde, ezt 1881-ben mutatják be először Kolozsváron (későbbi előadások: 1890, 1891, 1900, 1904), majd 1901-ben Nagyváradon. A két világháború között – a szűkös anyagi feltételek miatt – csak az 1943/44-es évadban kerül ismét színre (ekkor 9 előadást ér meg).
Az 1944 utáni évtizedekben a Csongor és Tünde a színházak és a közönség kedvelt Vörösmarty-darabja; nem volt olyan romániai magyar színház, amelynek műsorán ne szerepelt volna: Kolozsváron az 1947/48-as és az 1952/53-as évadban Kőmíves Nagy Lajos, az 1983/84-es évadban Harag György, Marosvásárhelyen az 1956/57-es évadban Hunyadi András, Szatmárnémetiben az 1958/59-es évadban Farkas István és Szabó József, Sepsiszentgyörgyön az 1976/77-es évadban Völgyesi András rendezésében mutatták be; a Szentgyörgyi István Színművészeti Főiskola 1951-ben végzettjeinek egyik vizsgaelőadása is a Csongor és Tünde volt. Ezenkívül Temesváron, majd Sepsiszentgyörgyön A fátyol titkai is színre került, Görgey Gábor átdolgozásában.

### Vörösmarty művei a romániai könyvkiadásban
Vörösmarty költészetének különös – és egyáltalán nem ünnepi – visszhangja volt az 1956-os magyar forradalom leverése után: még 1954/55-ben a Tanügyi és Pedagógiai Kiadó magyar szerkesztősége kezdeményezésére elkészültek a középiskolai magyar irodalomtanítás tankönyvei gyanánt az első Irodalmi szöveggyűjtemények, s a 19. századi kötetbe természetszerűleg került be többek között a Szózat is. A forradalom leverését követő romániai megtorlások során, az 1958-as tankönyvperben ezek a „nacionalista szellemet árasztó” tankönyvek (és szerzőik) is a vádlottak padjára kerültek, ettől fogva Berzsenyi Dániel Magyarokhoz című ódája és a Nemzeti dal mellett a Szózatot is száműzni kellett a reformkor magyar irodalmát bemutató tankönyvekből, sőt egy ideig a Romániában megjelent Vörösmarty-kötetekből is.
Az 1947 után felfejlődő romániai magyar könyvkiadásnak nagy szerepe volt abban, hogy az egymást követő középiskolás nemzedékek és a nagyközönség körében egyaránt az „élő” költők közé tartozhasson Vörösmarty is. A Gaál Gábor bevezető tanulmányával megjelent 1952-es, szűkre szabott válogatás után előbb a Csongor és Tünde került az olvasók kezébe, Vígh Károly utószavával (Bukarest, 1957. Tanulók Könyvtára); majd Jánosházy György előszavával (Bukarest, 1959), ezután Jancsó Elemér bevezető tanulmányával és Jancsóné Szabó Magda gondozásában a Válogatott lírai költemények (Bukarest, 1966. Tanulók Könyvtára) és Antal Árpád válogatásában és előszavával Gondolatok a könyvtárban címmel (Kolozsvár, 1983. Tanulók Könyvtára). Válogatott költeményeit az Irodalmi Könyvkiadó számára 1962-ben, a Kriterion Könyvkiadó számára 1970-ben szintén Antal Árpád állította össze és látta el előszóval. 1995-ben a Kriterion Kincses Könyvtár sorozatában jelentetett meg egy kisebb válogatást Vörösmarty költeményeiből, végül a kolozsvári Polis Könyvkiadónál készült el egy kötet, amelyet ismét Antal Árpád válogatott, s amelyet Babits Mihálynak A Szózat költője című esszéje vezetett be (Válogatott költemények – Csongor és Tünde. Kolozsvár, 2000. Remekírók Diákkönyvtára).
Az Állami Irodalmi és Művészeti Kiadó Veronica Porumbacu fordításában közel 300 oldalas Vörösmarty-kötetet jelentetett meg (vö. Kakassy Endre: Magyar klasszikusok románul. Utunk, 1958/31).
Vörösmarty költészete  – főképp Erdélyben – a román olvasóközönség előtt sem volt ismeretlen, s nem csak a középiskolai oktatásnak köszönhetően. Az első románul megszólaltatott Vörösmarty-vers, a Petike 1839-ben jelent meg a Foaie pentru minte, inimă şi literatură c. folyóiratban, s az első világháború végéig közel másfél tucat versének fordítását közölték az erdélyi román lapok (köztük a Szózatét 1883-ban: Noua Bibliotecă Românească, 1883/15). Vörösmarty és Deák Ferenc kolozsvári látogatásának román sajtóvisszhangja is volt (Gazeta Transilvaniei, 1845. 158), a Bach-korszak végét követő enyhülés éveiben együtt ünnepelték emlékét a Deşteaptă-te române! szerzőjével, Andrei Mureșanuval (Telegraful Român, 1861/16), s a budapesti román egyetemisták lapja, a Luceafărul is megemlékezett a fővárosban állított szobrának leleplezéséről (1903/4). Számszerűen nem kisebb a két világháború között lefordított és lapokban-antológiákban megjelent Vörösmarty-versek száma sem. S az 1950-es években magyarul József Attila és Vörösmarty kedvéért megtanuló Veronica Porumbacu mellett is akadtak román költők (Emil Giurgiuca, D. Florea-Rarişte), akik verseinek román elterjedéséhez hozzájárultak.